# Sadıkbağı, Sivrihisar
Sadıkbağı là một xã thuộc huyện Sivrihisar, tỉnh Eskişehir, Thổ Nhĩ Kỳ. Dân số thời điểm năm 2011 là 54 người.